# Fouquières-lès-Lens
Fouquières-lès-Lens è un comune francese di 6 591 abitanti situato nel dipartimento del Passo di Calais nella regione dell'Alta Francia.

## Società

### Evoluzione demografica
Abitanti censiti